# Ricania erlangeri
Ricania erlangeri är en insektsart som beskrevs av Melichar 1904. Ricania erlangeri ingår i släktet Ricania och familjen Ricaniidae. Inga underarter finns listade i Catalogue of Life.